# Вишезначност
Вишезначност, односно полисемичност или полисемија (грч. πολυσημία, од стгрч. πολύ - „више”; стгрч. σῆμα [sêma] - „знак”) је својство вишеструког значења. То својство могу имати симболи, односно знакови, слова и лексеме, односно речи и изрази, појмови и фразе, као и други облици изражавања. У склопу лингвистике, проучавањем значења, а самим тим и вишезначности бави се посебна научна дисциплина која се назива семантика, а појединим аспектима вишезначности баве се и неке друге дисциплине, као што су етимологија и социолингвистика.